# Wilhelm R. Lundgren

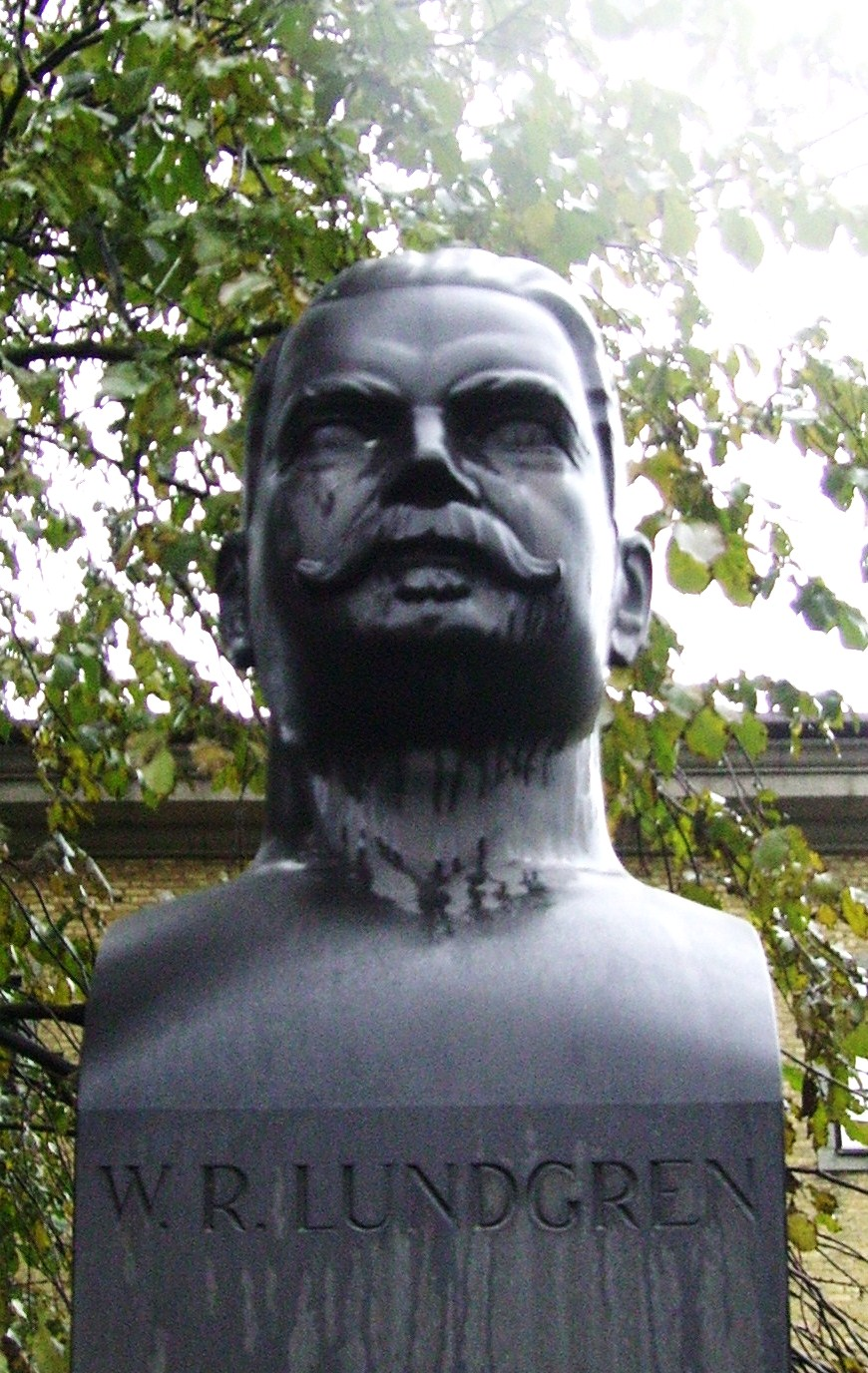
Wilhelm R. Lundgrens byst vid Sjöfartsmuseet, Göteborg. Utförd av Arvid Bryth, avtäckt 1946.

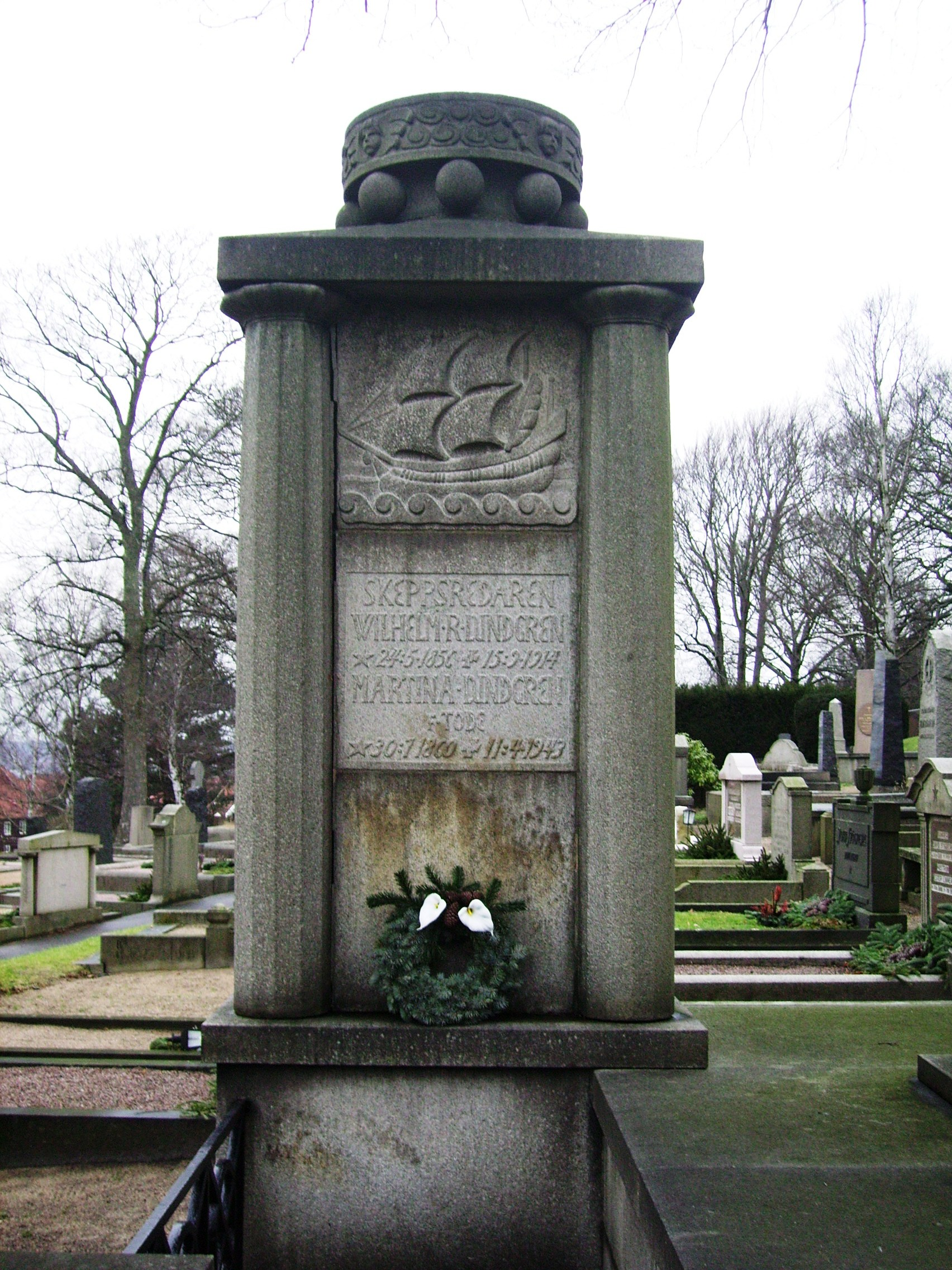
Wilhelm R. Lundgrens gravvård på Östra kyrkogården, Göteborg pryds av ett fartyg för fulla segel.

Wilhelm Rogatius Benjamin Lundgren (i riksdagen kallad Lundgren i Göteborg), född 24 maj 1856 i Söderåkra församling, Kalmar län, död 15 september 1914 i London, England, var en svensk skeppsredare och riksdagsman.

## Biografi
Efter avbrutna läroverksstudier i Kalmar gick Lundgren till sjöss. 1874 återvände han till sin hemstad, där han avlade styrmansexamen vid navigationsskolan och sjökaptensexamen 1876. Därefter var han styrman och kapten på Göteborgsångare. Ångfartygsbefälhavareexamen avlade han 1880. Efter flera år som styrman blev han kapten hos redaren Justus A. Waller i Göteborg. Lundgren var en av den svenska sjöfartsnäringens mest framstående män och genom skapandet av oceanförbindelser tillförde den svenska handelsflottan ett stort antal fartyg och ett betydande tonnage. Tillsammans med Waller bildade han rederiaktiebolaget Concordia (1887) och stiftade 1890 rederiaktiebolaget Nike. Under 1890-talet var han mycket aktiv inom handel och sjöfart. För att kunna föra skepp under brittisk flagg avlade han engelska examina också. Under dessa år knöt han flera kontakter, bland annat med J.M. Lagerwall, direktör W. Dickson och George Douglas Kennedy. Ur dessa kontakter utvecklades ett par tre projekt. 1904 bildade han rederiaktiebolagen Transatlantic och skapade förutsättningarna för Svenska Amerika Linien samt Svenska Sydafrikalinjen och 1907 Svenska Australlinjen.
År 1909 valdes han in som representant för allmänna valmansförbundet i Göteborgs stadsfullmäktige, där han arbetade för anläggandet av en frihamn. Lundgren var stadsfullmäktig i Göteborg och var 1910–1911 riksdagsman i andra kammaren för Göteborgs stads valkrets. Lundgren var vice ordförande i Sveriges Redareförening, som han bildat 1906, och i Sjökaptensföreningen. Han medverkade även vid grundandet av Sjöfartsmuseet i Göteborg.
Lundgren var styrelsemedlem vid det konstituerande mötet för Riksföreningen för svenskhetens bevarande i utlandet 1908 och satt i styrelsen fram till sin död 1914.
Wilhelm R. Lundgren är gravsatt på Östra kyrkogården. Sju år efter sin död fick han en gata uppkallad efter sig, Lundgrensgatan i stadsdelen Lorensberg. Den 24 maj 1946 avtäcktes en byst av honom i Gamla Varvsparken utanför Sjöfartsmuseet.

## Familj
Wilhelm R. Lundgren var son till kyrkoherden Pehr Lundgren och Judith Carolina Hoffman. År 1888 gifte han sig med Hilma Sofia Martina (Tinny) Tode i Göteborg, dotter till sjökaptenen Carl Martin Tode och Josefina Catharina Wessberg.

## Donationer
SSRS (Sjöräddningssällskapet) har döpt tre livräddningskryssare till Wilhelm R. Lundgren efter donationer i hans namn till båtarnas byggnation, den senast år 1958.

## Stiftelser
Efter Lundgrens död bildade hans änka 1930 Stiftelsen Wilhelm Lundgrens minne för bostadshjälp åt personer inom sjöfartsnäringen i Göteborg. Genom testamente efter hustruns död 1943 skapades Wilhelm och Martina Lundgrens vetenskapsfond och Wilhelm och Martina Lundgrens understödsfond.

### Stiftelsen Wilhelm och Martina Lundgrens Vetenskapsfond
Stiftelsen Wilhelm och Martina Lundgrens Vetenskapsfond grundades 1942 i Göteborg för att främja vetenskaplig forskning och undervisning och vård, uppfostran och utbildning åt barn och ungdom, men även vård av gamla, sjuka och handikappade. Anslag ges till enskilda studerande eller vårdbehövande samt till institutioner. Medel utbetalas endast till sökande från Göteborgsregionen eller för ändamål som berör denna region.

### Stiftelsen Wilhelm och Martina Lundgrens Understödsfond
Stiftelsen Wilhelm och Martina Lundgrens Understödsfond grundades 1943 i Göteborg för att främja religiösa, välgörande, sociala och andra kulturella ändamål samt Sveriges näringsliv. Medel utbetalas endast till sökande från Göteborgsregionen eller för ändamål som berör denna region.